# نعلين
 نعلين بلدة فلسطينية، تقع في محافظة رام الله والبيرة, وسط الضفة الغربية.

## الموقع
تقع بلدة نعلين شمال غرب مدينة رام الله محاذية لما يسمى بالخط الأخضر الذي كان من رواسب احتلال فلسطين عام 1948 والذي بات يفصل الأراضي الفلسطينية إلى أرض 48 وأراضي الضفة الغربية. كانت نعلين قبل عام 1948 تتبع قضاء مدينة الرملة التي أصبحت الآن جزء من الأراضي المحتلة عام 1948 وأصبحت نعلين بعد ذلك تتبع محافظة رام الله والبيرة بعد أن تم مصادرة أكثر من ستين بالمائة من أراضيها وتهجير السواد الأعظم من سكانها إلى خارج الوطن.
تبعد نعلين عن مركز مدينة رام الله ما يقارب 27 كم، وترتفع عن سطح البحر 262 متر.

## التاريخ
يمر من قرية نعلين وادي الناطوف, والذي تنسب إليه الحضارة النطوفية, حيث قد تم التعرف خلال التنقيبات الأثرية التي جرت في فلسطين منذ نهايات القرن التاسع عشر على مخلفات إنسانية تعود بتاريخها إلى أقدم العصور الحجرية.
حيث عثر المنقبون على مخلفات يعود بعضها للمرحلة الثانية من العصر الحجري القديم 70.000-35.000 ق.م، وأحدثها يعود إلى العصر الحجري الأوسط 14.000-8.000 ق.م، أو الحضارة النطوفية نسبة إلى هذا الوادي. اكتشفت هذه الحضارة لأول مرة عام 1928م على يد المنقبة دوروثي غارود في الكهف المعروف بـ"مغارة شقبا"، وهي تعتبر الخطوة الأولى للإنسان على طريق بناء أول مجتمعات زراعية في التاريخ.
وفي العهد العثماني كانت نعلين مركزا لمديرية ناحية تحمل اسمها, (ناحية نعلين), وتتبعها 13 قريـة، وما تزال قلعة نعلين المسماة بـ (قلعة الخواجا) شاهدة على ذلك العصر.

## السكان
قدر عدد سكان نعلين عام 1922 حوالي (1161) نسمه، وفي عام 1945 (1420) نسمه، اما في عام 1997 (3361)نسمه، وفي عام 2007 ميلادية بلغ عدد السكان (4500) بينما بلغ تعداد سكان نعلين في عام 2016 (5800) نسمة حسب تعداد الإحصاء المركزي الفلسطيني, ويبلغ تعداد أهالي نعلين في المهجر ما يزيد عن (20)ألف نسمة.

## المركز
تعتبر نعلين مركزا خدماتيا وتجاريا لما حولها من القرى والبلدات، حيث أنها تحتوي على مجموعة من المؤسسات كـ:
- مجلس الخدمات

ففي نعلين مجلس الخدمات المشترك للتخطيط والتنظيم لقرى غرب رام الله والذي يرأسه في العادة رئيس بلدية نعلين، حيث تندرج تحته 19 قرية وبلدة، وهناك العديد من القرى تطمح للانضمام إلى هذا المجلس .
- المحكمة الشرعية

تأسست المحكمة الشرعية في نعلين في عام 1913 ميلادية إبان الحكم العثماني، ولكن جمدت هذه المحكمة بعد الأحداث التي عصفت بفلسطين من احتلال بريطاني واحتلال صهيوني.
وأعيد افتتاح هذه المحكمة في 17-9-2004, وهذه المحكمة الشرعية تتبع لها أكثر من عشرين بلدة من البلدات المجاورة.
- المركز الصحي

وفي نعلين مركز صحي تم تأسيسه ليكون نواة لمستشفى يخدم المنطقة بأسرها.
- الدفاع المدني

كما تم افتتاح مركز للدفاع المدني في بلدة نعلين ليكون إنجازا لغرب رام الله بأسرها
- الهلال الأحمر

هناك مكتب للهلال الأحمر في القرية افتتح في عام 2008, وتتبع له سيارة إسعاف وتخدم منطقة غرب رام الله بأسرها.
وفي الوقت الحاضر تبذل بلدية نعلين مساعي حثيثة لفتح فرع بنكي لاحدالمصارف الفلسطينية على أرضها وقد قطعت مشوارا مهما في ذلك حيث نجحت في استقطاب بنك فلسطين ووقعت معه اتفاقية على فتح فرع له في عمارة السيد إبراهيم بكر كما تم استقطاب بنك الإسكان من خلال وضعه صرافا اليا يقع وسط البلدة وهناك جهودا لفتح مكتبا للداخلية وآخر للبريد حتى نساهم في استقرار هذه المنطقة المهمة.
كل ما سبق جعل وزارة التخطيط الفلسطينية تعتبر نعلين من بلدات التطوير درجة أ.

## مشكلة الجدار
ابتليت قرية نعلين كغيرها من القرى، بمرور جدار الفصل العنصري من أراضيها، حيث التهم الجدار آلاف الدونمات من أراضي القرية المزروع معظمها بالزيتون.
وقد اشتهرت القرية بمقاومة إقامة هذا الجدار بكل قوة وتعتبر نعلين هي "الشرارة الأولى"للمقاومة الشعبية ضد الجدار العنصري الإسرائيلي، وقد سقط من القرية 5 شهداء في أثناء تلك المواجهات، هذا فضلا عن عشرات الجرحى والأسرى.

## الاقتصاد
تعتبر نعلين المركز الاقتصادي الأهم في منطقة غرب رام الله بأسرها. ففيها:
- مخازن هيئة البترول العامة: يتم توزيع مشتقات البترول من هذه المخازن، بما فيه الغاز إلى جميع أنحاء الضفة الغربية. وفيها محطتين فرعيتين للغاز والنفط تقوم على خدمة منطقة غرب رام الله في هذا المجال.
- مصانع العصير والكولا: إذ يوجد في نعلين أكثر من مصنع واحد للعصائر تحت اسم توب درنك وآخر للمشروبات الغازية تحت مسمى كوول كولا.
- مصنع الجلود: يوجد في نعلين مصنع للجلود، يقوم بتصنيع أنواع مختلفة ومتنوعة من المنتجات الجلدية.
- معاصر الزيتون: كما ويوجد في نعلين معصرتين حديثتين للزيتون وهما من أوائل معاصر مدينة رام الله تقريبا.
- منتزه نعلين: مما يميز نعلين وجود مسبح ومتنزه متقدم يستقطب العديد من الرحلات المدرسية وأبناء المنطقة للسباحة والجلسات العائلية ويوجد فيه قسم للأطفال فيه العديد من الألعاب والمراجيح.
- شركة باصات نعلين ومكتب تاكسيات: يوجد شركة باصات نعلين التي تضم حوالي خمسة عشر باص تخدم نعلين والقرى المجاورة. وفيها مكتب تاكسي يضم حوالي ثمان تاكسيات تعمل على تلبية طلبات التنقل للمواطنين داخل البلدة وخارجها.

وتعتبر نعلين من أنشط قرى وبلدات مدينة رام الله تجارياً، فهي تعج بالمحال التجارية وورشات الحدادة والنجارة وتصليح السيارات.

## الثقافي
أما نعلين على الصعيد الثقافي ففيها مدرستان ثانويتان واحدة للذكور والأخرى للإناث وهي تدرس فروع العلمي والأدبي والتجاري وهذا ما ميز هذه المدارس عن مدارس المنطقة لذلك فهي تستقطب طلاب أكثر من عشرة قرى مجاورة لتدرس فيهما هذه الفروع وفي عام 2009 تم افتتاح مدرسة ثالثة في البلدة لتخفف من ضغط الطلاب عن كلا المدرستين فهي مدرسة أساسية لكلا الجنسين من الصف الأول الأساسي وحتى الصف الرابع الأساسي لكل صف أربعة شعب، وهناك أربعة روضات للأطفال، كما ويوجد في نعلين نادي رياضي، ثقافي، اجتماعي، كشفي تم تأسيسه عام1972 ودعما للشباب والرياضة في نعلين قامت البلدية وعلى نفقتها الخاصة بإنشاء ملعب متقدم لكرة القدم على مساحة تتراوح العشرة دونمات، وفي نعلين مركزا ثقافيا ومركزين نسويين.

## الزراعة
نعلين كغيرها من القرى والبلدات الفلسطينية تعتبر فيها الزراعة أحد أهم مصادر الدخل لعدد لا بأس به من المواطنين، ومن أهم ما يزرع في نعلين:
- الصبر

حيث تشتهر نعلين بشجرة الصبر والتي بات اسمها مرتبطا باسم نعلين، وارتبط اسم هذه الفاكهة باسم البلدة من خلال شعار (نعلاوي يا صبر) والذي يدل على جودة النوعية، وغدت شجرة الصبر شعارا للبلدية وفي أختامها الرسمية.
- الزيتون

كما وتشتهر نعلين بزراعة الزيتون، حيث يعتبر من أهم المزروعات في البلدة، وتكسو أشجار الزيتون مساحات كبيرة من أراضي البلدة، مع ما تعرضت له البلدة من هجمة صهيونية على مدار ستين عاماً.
- التين واللوزيات

التين واللوزيات تنتشر في البلدة بكثرة، وبجميع أنواع واصناف شجرتي التين (الخروبي والغزالي والسباعي...) واللوز (الحلو والمر).
- الخضراوات

تزرع الخضراوات بكافة أنواعها في القرية وخاصة فيمنطقة مرج قبية.
وهنا من الجدير بالذكر ان قطاع الزراعة في نعلين كغيرها من القرى التي مر على أراضيها جدار الفصل العنصري أصيب بنكسة كبيرة لمصادرة الاحتلال مساحات شاسعة من هذه الأراضي الزراعية.